# Беннетт, Джеймс Гордон (младший)
Джеймс Гордон Беннетт (младший) (англ. James Gordon Bennett, Jr., 10 мая 1841 — 14 мая 1918) — американский яхтсмен и игрок в поло, издатель газеты New York Herald, основанной его отцом, Джеймсом Гордоном Беннеттом (старшим). Часто упоминается как Гордон Беннетт, чтобы отличать от отца.

## Биография
Получил образование во Франции. В 1866 году отец передал ему управление «Геральдом». В 1869 году Беннетт-младший вывел газету на международный уровень, обеспечив финансовую поддержку экспедиции Генри Мортону Стэнли по поискам Давида Ливингстона в обмен на эксклюзивное освещение мероприятия «Геральдом».
Беннетт, как и многие представители его класса, любил красивую жизнь: дорогие яхты, собственные железные дороги, роскошные особняки. Он стал самым молодым коммодором (председателем) Нью-йоркского яхт-клуба (англ. New York Yacht Club). В 1861 году Беннетт вместе со своей новой яхтой Henrietta добровольно вошел в состав Службы доходов Соединённых Штатов (англ. United States Revenue Cutter Service) и принял участие в гражданской войне в США. Он получил звание «третьего лейтенанта» (временно повышенный второй лейтенант) и начал патрулирование Лонг-Айленда. В феврале 1862 года Henrietta направилась в Порт-Ройал. 3 марта 1862 года Henrietta под командованием Беннетта в составе флота Соединённых Штатов участвовала в захвате Фернандины. В мае того же года Henrietta оставила военную службу и вернулась в Нью-Йорк.
В 1866 году Гордон Беннетт выиграл первую трансатлантическую гонку яхт, в которой участвовали три американские яхты: Vesta, Fleetwing и Henrietta. Старт состоялся 11 декабря 1866 года в Санди-Хук, Нью-Джерси при западном ветре и закончилась у острова Уайт. Henrietta Беннетта прошла маршрут за 13 дней, 21 час 55 минут.

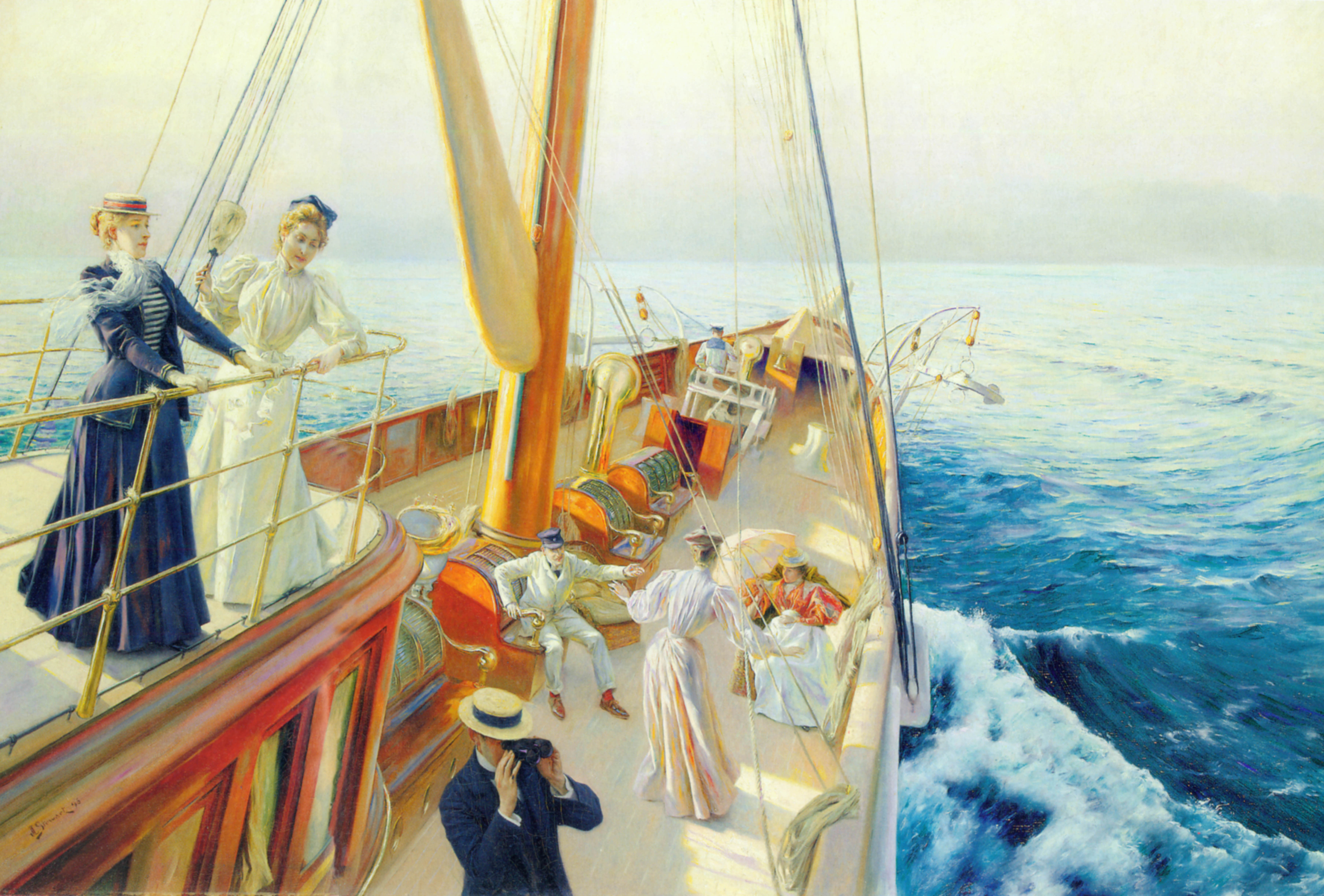
Юлиус Леблан Стюарт. «На яхте по Средиземному морю» (1896). Стюарт создал несколько картин на борту яхты Беннетта Namouna

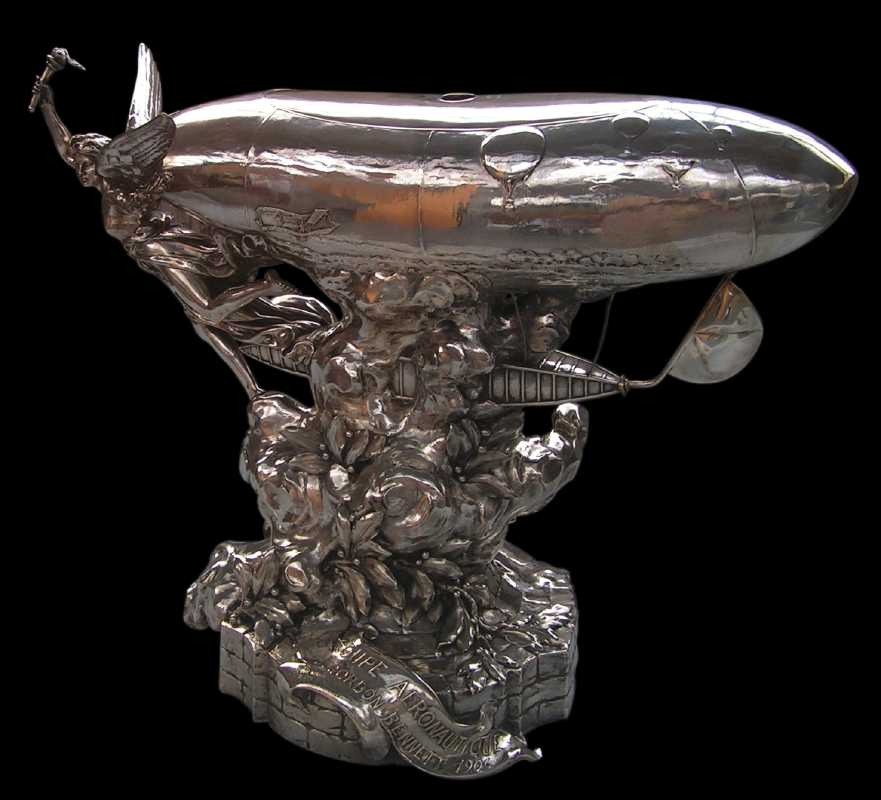
Кубок Гордона Беннетта по воздухоплаванию 1906 года

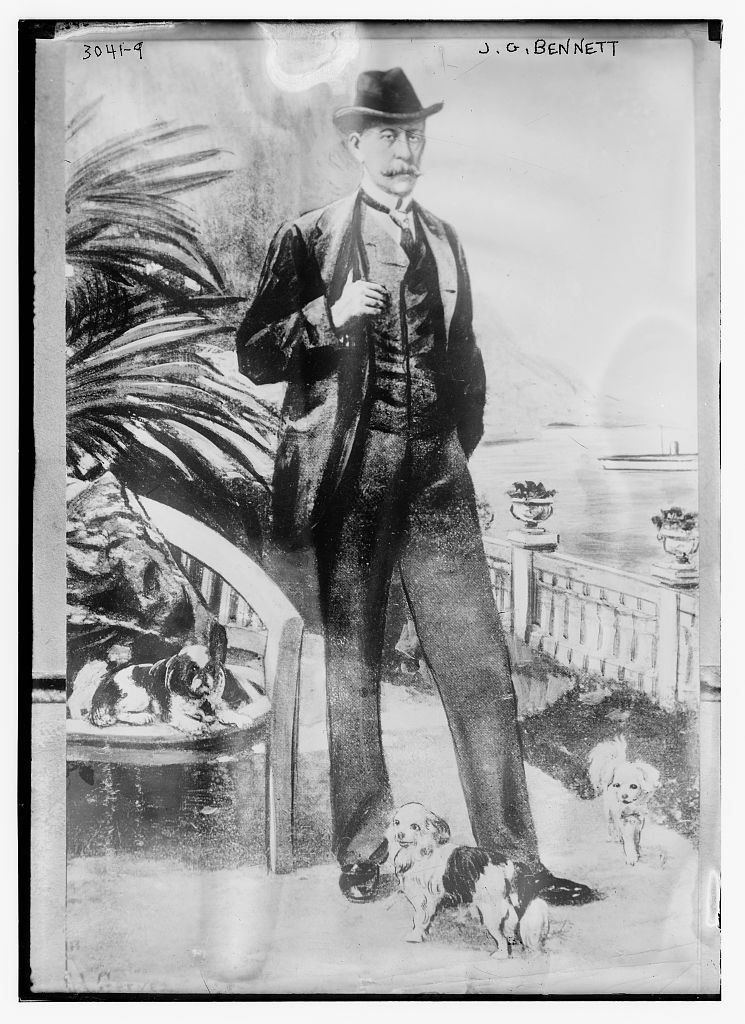
Джеймс Гордон Беннетт (младший)

Однако Беннетт часто шокировал публику вызывающим и иногда странным поведением. В 1877 году он переехал из Нью-Йорка в Европу. Причиной стал инцидент, приведший к разрыву помолвки с Кэролайн Мэй. Как утверждают различные источники, Беннетт прибыл в дом Мэев с опозданием и пьяным, а затем помочился в камин в присутствии гостей (в некоторых источниках упоминается рояль).
Дурная репутация Беннетта считается причиной появления в Великобритании эвфемизма «Гордон Беннетт!» как восклицания, означающего нечто неправдоподобное.
Обосновавшись в Париже, Беннетт начал выпуск европейской версии New York Herald, названной The Paris Herald, и в будущем превратившейся в International Herald Tribune. Он выделил средства на поход Джорджа Де Лонга к Северному полюсу через Берингов пролив. Экспедиция закончилась трагически: Де Лонг и 19 членов команды умерли от голода — однако тиражи газеты от этого выросли.
В 1884 году Беннетт, совместно с Джоном Мак-Кеем (англ. John William Mackay), создал компанию Commercial Cable Company, которая должна была нарушить монополию Джея Гулда на трансатлантический телеграф.
Беннетт вернулся в США и организовал первый в истории страны матч по поло. Он состоялся в Нью-Йорке. В 1876 году Беннетт основал Уэчестерский клуб поло, также первый в США. Им был учрежден Кубок Гордона Беннетта в различных дисциплинах: гонках на яхтах, автомобильных гонках, соревнованиях воздушных шаров (1906), авиационных гонках (1909).
В 1880 году Беннетт нанял фирму «Макким, Мид энд Уайт» для строительства казино в Ньюпорте.
Гордон Беннетт не состоял в законном браке до 73 лет. Его женой стала Мод Поттер, вдова Джорджа Де Рейтера, сына Пола Рейтера, основателя агентства Рейтер.
Беннетт скончался 14 мая 1918 года во французском городе Больё-сюр-Мер, похоронен на кладбище Пасси.

## Память
В честь Джеймса Беннета названы:
- Остров в группе островов Де-Лонга.
- Астероид (305) Гордония, открытый в 1891 году[10].
- Озеро в Канаде.